# Walzer-Bouquet No 1
Walzer-Bouquet No 1 ist ein Walzer von Johann Strauss Sohn ohne Opus-Zahl. Das Werk wurde am 12. Juli 1872 in der Academy of Music in New York City erstmals aufgeführt.

## Einzelnachweis
1. ↑  Quelle: Englische Version des Booklets (Seite 112) in der 52 CDs umfassenden Gesamtausgabe der Orchesterwerke von Johann Strauß (Sohn), Hrsg. Naxos (Label). Das Werk ist als zweiter Titel auf der 43. CD zu hören.